# Satsvarupa dasa Goswami

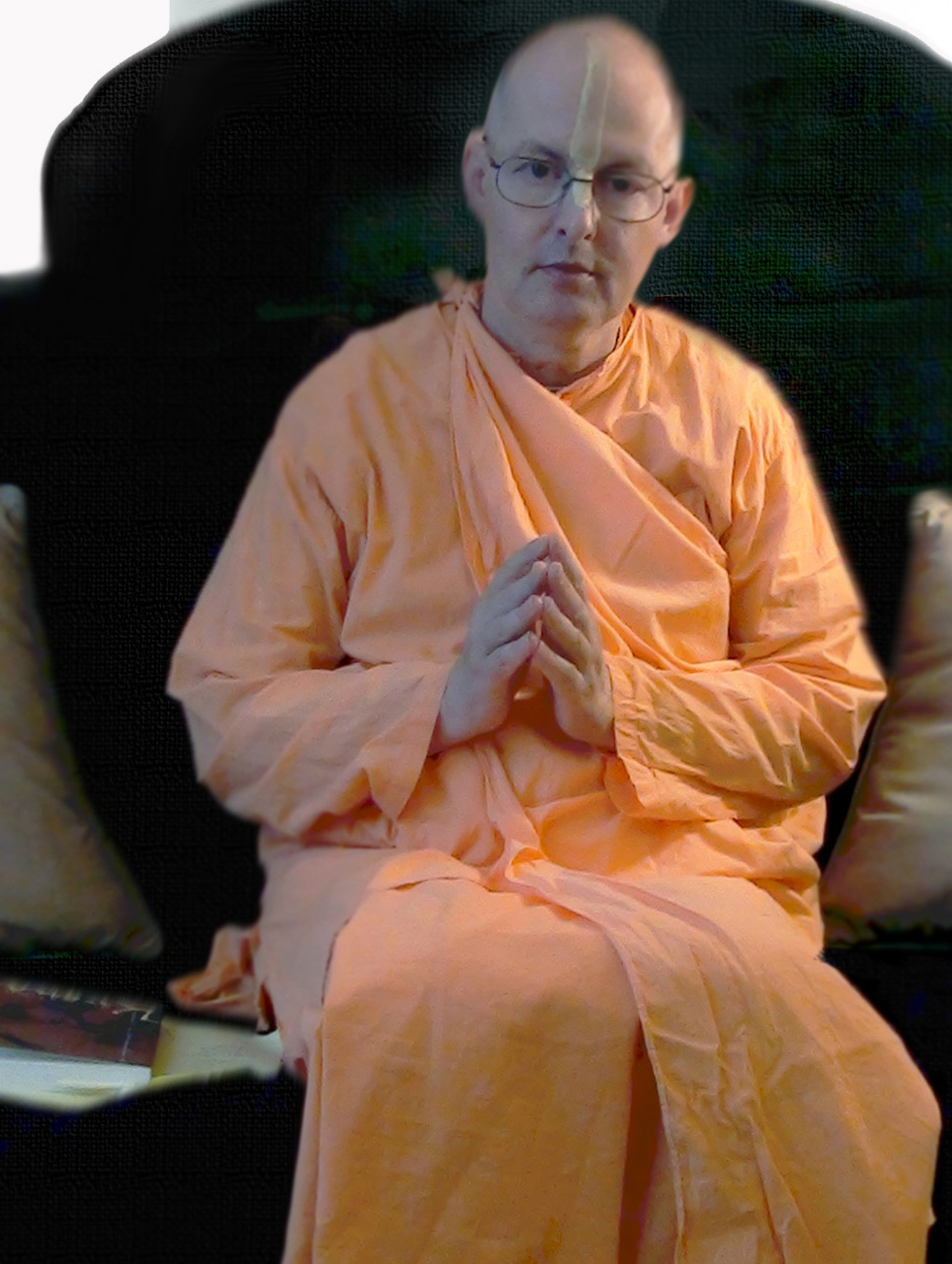
Satsvarupa dasa Goswami

Satsvarupa das Goswami (sanskritsatsvarūpa dāsa gosvāmī, Devanagari: सत्स्वरूप दास गोस्वामी), född den 6 december 1939 i Staten Island, New York, är en amerikansk författare och religionsledare, en av de första lärjungarna till A. C. Bhaktivedanta Swami (eller Srila Prabhupada som hans lärjungar kallar honom), grundaren av det Internationella Sällskapet för Krishnamedvetande (ISKCON), Hare Krishna-rörelsen. 
I sitt arbete som författare, poet och konstnär har Satsvarupa dasa Goswami bl.a. skrivit Bhaktivedanta Swami Prabhupadas officiella biografi, Srila Prabhupada-lilamrta. Han var en av de elva lärjungar som utvaldes att efterträda Bhaktivedanta Swami Prabhupada som guru i ISKCON efter dennes bortgång 1977. Satsvarupa dasa Goswami, (Sanskritnamn, uttalas /ˈsaʈsʋɑˌɽʉ:pa̤ dɒ:s ɡɔˈsʋæ:miː/), var bland de första västerlänningar att invigas av Bhaktivedanta Swami Prabhupada i september 1966. Han har alltsedan dess etablerat sig som en produktiv Vaishnava-författare och -poet. Samtidigt som han föreläst och instruerat lärjungar över hela världen har han låtit publicera mer än 100 titlar, bland dem dikter, memoarer, essäer, noveller och olika studier av Vaishnava-skrifterna. På senare år har han dessutom gjort hundratals målningar, teckningar och skulpturer, genom vilka han försökt fånga och uttrycka sitt sätt att se på Hare Krishna-kulturen.

## Tidigt liv
Satsvarupa das Goswami föddes den 6 december 1939 som det yngsta av två barn till ett katolskt par i New York, Staten Island, och fick heta Stephen. Sin första utbildning fick han i den kommunala skolan i området och skrev senare in sig vid Brooklyn College. Här genomgick han en intellektuell revolution och började ifrågasätta alla sina katolska värderingar. Han läste Nietzsche och Dostojevskij och umgicks med studenter och lärare som alla var skeptiskt inställda till religion.
| ”                                                                                 | Jag genomgick en intellektuell revolution så fort jag började på universitetet. Vad helst jag fått från min mor i form av religiösa synsätt drevs ut av mina universitetslärare, alla tvättäkta intellektuella marxister med rötter i det amerikanska 30-talet. Jag fick lära mig deras intellektuella, ateistiska ståndpunkter och fick se all min religiösa dyrkan röjd ur vägen av övertygelsen att den bara utgjorde något sentimentalt. En av mina lärare påstod att teology[källa behövs] aldrig skulle kunna ge en tillfredsställande förklaring till varför ondskan existerar i världen. Jag attraherades av deras filosofi eftersom mina föräldrar aldrig hade väckt min intellektuella förmåga och själv inte kunde räknas som intellektuella. Mina universitetslärare däremot, öppnade en helt ny värld för mig. Ivrigt började jag studera filosofi och litteratur. Jag kunde tydligt se kyrkans hyckleri, bland annat brukade prästerna regelbundet lotta ut flaskor med alkohol—de kallade dem ”glädjebehållare”—i kyrkans foajé. Jag blev alltmer otillfredsställd med den katolska kyrkan eftersom den inte tycktes kunna besvara mina frågor. | „ |
| – – SDG, With Śrīla Prabhupāda in the Early Days, 1966-1969: A Memoir, inledning. | |   |

## Hare Krishna
I januari 1962 tog han värvning i flottan där han under två år tjänstgjorde på Super-carriern U.S.S. Saratoga. Han skriver i sin inledning till With Śrīla Prabhupāda in the Early Days: "Jag beviljades hedersamt avsked några månader efter President Kennedys död, och flyttade, utan att hälsa på mina föräldrar på Staten Island, till Lower East Side. På den här tiden framstod Lower East Side som den mest mystiska platsen i hela världen, för mig såväl som för alla mina vänner. Jag förväntade mig verkligen inte att någon guru skulle dyka upp och frälsa mig. Det var jag alldeles för cynisk för. Men jag läste regelbundet olika utgåvor av Bhagavad-Gita och olika Upanishader. En vecka innan presentbutiken på 26 Second Avenue förvandlades till Srila Prabhupadas tempel, stod jag som av en händelse i just denna port och väntade på en vän, med en Bhagavad-Gita nerstoppad i bakfickan. Av någon anledning hade vi utsett 26 Second Avenue till vår mötesplats. Vid den här tiden hade jag ingen aning om vad som var på väg att hända".
I juli 1966 mötte han och blev student till A. C. Bhaktivedanta Swami, som registrerade ISKCON en månad senare. Prabhupada tilldelade honom snart olika maskinskrivningsuppgifter vilka Satsvarupa uppfattade som varande "en slags yoga". Han invigdes den 23 september 1966 och kom efter det att inom några år utvecklas till en av de ledande gestalterna i den nya Gaudiya Vaishnava-rörelsen.
Efter Bhaktivedanta Swami Prabhupadas bortgång valdes Satsvarupa das Goswami som en av elva lärjungar att ta rollen som invigande guru i ISKCON. Professor Larry Shinn bekräftar detta i sin översikt av läget för Bhaktivedanta Swami Prabhupadas rörelse, i samband med att han redogör för sitt första möte med Satsvarupa dasa Goswami:
| ”                                                                 | Det som fick mig att korrigera mina första fördomar om Hare Krishnas var att de som anslöt sig till rörelsen gjorde så via olika former av konvertering från skilda bakgrunder. Satsvarupa das Goswami, som senare utnämndes till en av Prabhupadas guru-efterträdare, var en av de första hängivna jag mötte. Han var i övre tjugoårsåldern när jag mötte honom i New York City. Han hade upptäckt Hare Krishna som ett resultat av ett andligt sökande som kom att bli tillfredsställt i denna indiska tradition. | „ |
| – – L.Shinn, The Maturation of the Hare Krishnas in America, 1994 | |   |

Förutom att han med jämna mellanrum agerade Srila Prabhupadas personliga GBC-sekreterare, lägger man särskilt märke till perioden mellan januari och juli 1974, i vilken Satsvarupa das Goswami hade förmånen att vara personlig tjänare och sekreterare till ISKCON:s grundare, Srila Prabhupada. Under denna tid stod till synes simpla uppgifter på arbetsordningen, som att tillhandahålla Prabhupadas medicin och tandborste på morgnarna, slå följe med honom på hans morgonpromenad, tillaga hans frukost och lunch och ge honom hans dagliga massage. Enkla sysslor men likafullt något Satsvarupa das Goswami var entusiastisk över. Till exempel konstaterar Satsvarupa att det var “en intensiv andlig upplevelse" att för första gången ge Prabhupada massage.

## Arv
Satsvarupa das Goswamis författarskap omfattar ett varierat nutida utbud från kommentarer på heliga skrifter till fritt flödande poesi och prosa. Hans böcker har översatts till över fyrtio språk av Bhaktivedanta Book Trust och Gita Nagari Press. Han har även ombetts av Bhaktivedanta Book Trust att färdigställa ett antal titlar som påbörjats av A.C. Bhaktivedanta Swami Prabhupada.
Vid 68 års ålder, efter en period med fokus på att återfå en god hälsa, flyttade Satsvarupa das Goswami till USA:s östkust där han numera deltar i ISKCON-predikningen genom föredrag, mediaframträdanden, pilgrimsresor samt ett dagligt skrivande på sin internetsajt.